# 圣维森特-德卡斯特列特
圣维森特-德卡斯特列特（西班牙語：San Vicente de Castellet）是西班牙加泰罗尼亚巴塞罗那省的一个市镇。总面积17平方公里，总人口7008人（2001年），人口密度412人/平方公里。